# Volkerode (Rosdorf)
Volkerode ist ein Ortsteil der Gemeinde Rosdorf im Landkreis Göttingen in Niedersachsen.

## Lage

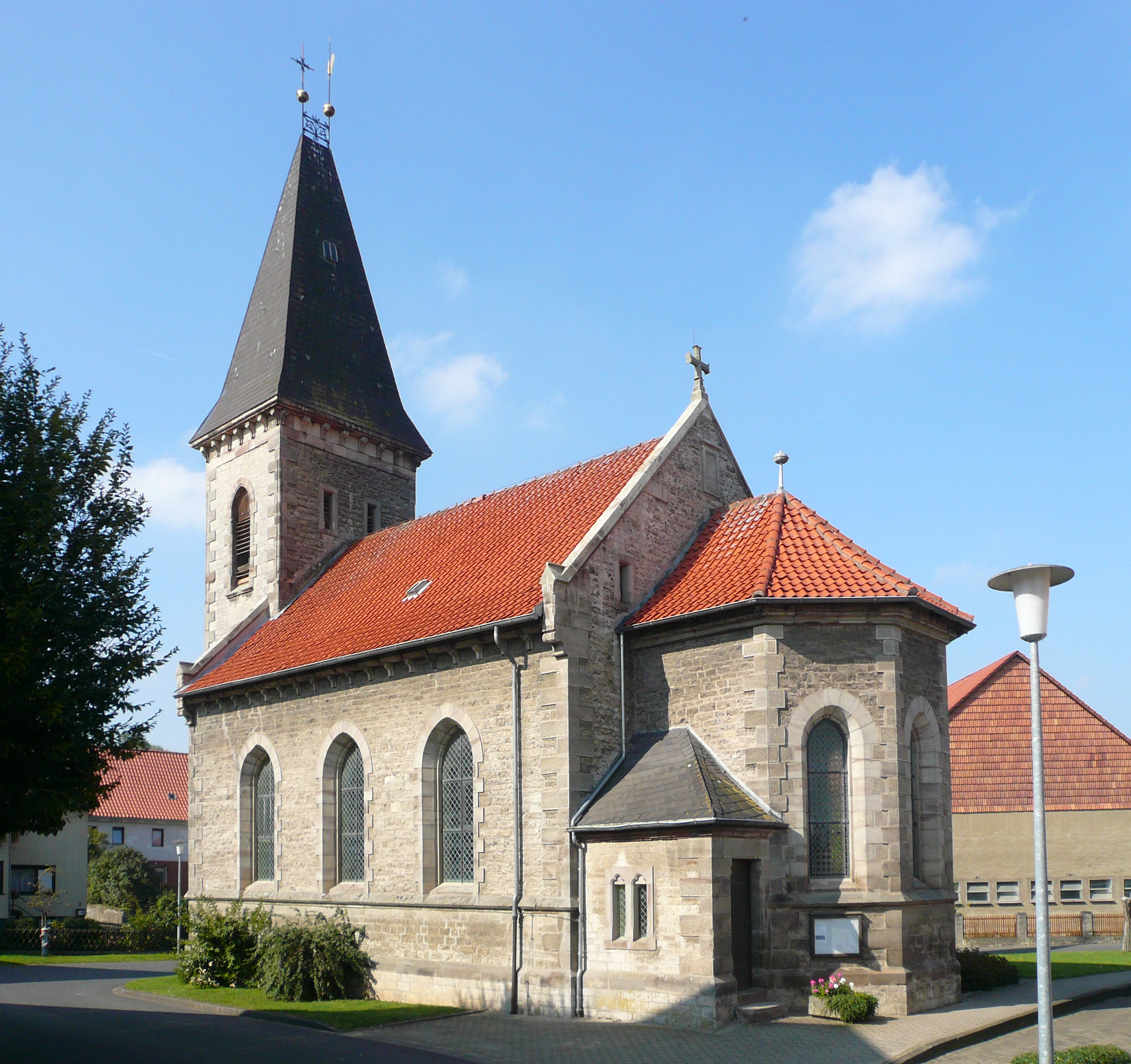
Die 1891 erbaute Evangelisch-lutherische Kapelle

Volkerode (Gemeinde Rosdorf) liegt in Südniedersachsen zwischen Göttingen und Hann. Münden, inmitten des Naturparks Hann. Münden. Die Stadt Göttingen ist ca. 10 km entfernt, das Heilbad Heiligenstadt ca. 20 km und die Stadt Kassel ca. 35 km. Der Ort liegt verkehrsgünstig, es gibt eine schnelle Anbindung an die Autobahnen A 7 und A 38 sowie an den ICE-Bahnhof Göttingen.

## Geschichte
Als Dorf mit der Endsilbe “-rode” ist Volkerode in der Zeit der zunehmenden Bevölkerung im Mittelalter – also in der nachkarolingischen Zeit zwischen dem 9. und 12. Jahrhundert – als Rodung entstanden. Der Name geht wahrscheinlich auf den Mann zurück, der die Feldmark urbar machen ließ. Die erstmalige Erwähnung des Ortes erfolgte im Jahr 1297 in einer Urkunde des ehemaligen, nahe gelegenen Klosters Mariengarten, zu dem über Jahrhunderte enge Beziehungen aufgrund des Lehnsrecht bestanden.
Am 1. Januar 1973 wurde Volkerode in die Gemeinde Rosdorf eingegliedert.

## Ortsrat
Der Ortsrat setzt sich aus fünf Ratsfrauen und Ratsherren zusammen.
- Bürgerliste Volkerode: 5 Sitze

(Stand: Kommunalwahl am 12. September 2021)
Ortsbürgermeister seit 2016 ist Ernst-Jörg Evers.

## Wappen
Die Blasonierung lautet:
Im silbernen (weißen) Schild ein mit dem Stiel nach oben weisender grüner Zweig mit grünen Blättern und drei (2:1) roten Äpfeln.
Begründung:
Im Wirtschaftsleben des Dorfes nimmt der Obstanbau eine wichtige Stellung ein. Der frühere Gemeinderat beschloss deshalb, dieses Wappenzeichen für den Ort zu wählen.